# الأنا الذهنية
يُعتبر كتاب الأنا الذهنية: تخيّلات وتأملات في الذات والروح (بالإنكليزية: The Mind's I: Fantasies and reflections on self and soul) مجموعة من المقالات والنصوص الأخرى عن الذهن والذات، حررها الفيلسوفان دوغلاس آر هوفشتادتر ودانيال سي. دينيت مع التعليق، وتترواح النصوص بين تأملات مبكرة فلسفية وخيالية عن موضوع يبدو غير قابل للتحري في عالم الفكر، وأعمال القرن العشرين حيث تصبح طبيعة الذات موضوعاً متاحاً للدراسة العلمية.
ورغم وصف جيريمي برمان لهذا الكتاب بالرائع، أشار لأنه يروّج لقراءة غير مجازية لاقتراحات ريتشارد دوكينز فيما يخصّ الميم، مؤدياً لانتشار واسع لسوء فهم الاستعارة الأصلية للفكرة المكررة وتشيؤها (في سياق علم التطور الثقافي). 

## المحتويات
تتألف فصول الكتاب السبعة والعشرين من أعمال منشورة مسبقاً لمؤلفين أمثال خورخي لويس بورخيس، وآلان تورنغ، وريتشارد دوكنز، وريموند سموليان، وجون سورل، وستانيسواف لِم، وتوماس ناغل (بالإضافة لهوفشتادتر ودينيت أنفسهما)، وتبع كل منها تعليق وضعه هوفشتادتر و/أو دينيت.
ويناصر هاذان الفيلسوفان فكرة أننا نستطيع تعلّم الكثير عن الذهن والروح لدى البشر من خلال تحرَي العقلية البشرية فيما يتعلق بمعالجة المعلومات، إلى جانب فكرة إمكانية عزو عجائب العقلية البشرية للعملية الذهنية الميكانيكية، وهو ما لا يترك أي عقبة نظرية تحول دون بناء عمليات ذهنية في الأجهزة الميكانيكية شبيهة بتلك التي لدى البشر.
وقد قام هوفشتادتر ودينيت بتضمين بعض الآراء التي تعارض هذه الفكرة في الكتاب، كحجة الغرفة الصينية التابعة لجون سورل والمعروفة على نطاق واسع، ولكن بوصفها أهدافاً للتفنيد وحسب.
ويُقسم الكتاب لستة أجزاء، يركز كل منها على جانب محدد من معضلة الذات.

### الجزء الأول
يحمل عنوان «إحساس بالذات» ويبدأ بعملين خياليين يتحديان مفاهيم الذات والهوية (بما يتضمن عمل الكاتب الأرجنتيني خورخي لويس بورخيس الحامل لعنوان بورخيس وأنا) محرضاً القارئ على التفكير بتمعن أكبر فيما يُقصد بكلمة الذات وحسب، وينتهي الجزء بمقالة لهارولد جاي. موروويتز عن النظرة الاختزالية للذهن.

### الجزء الثاني
يتبنى هذا الجزء الحامل لعنوان «البحث عن الروح» فكرة الروح؛ تلك الشرارة التي تفصل الكائنات المفكّرة عن الآلات غير المفكرة، ويتضمن مقالة آلان تورنغ المشهورة من عام 1950، والتي اقترح فيها اختباراً تشغيلياً؛ يُعرف بشكل شائع كاختبار تورنغ، للذكاء الآلي، فيحكم على الآلة بالنجاح إذا استطاعت استخدام اللغة البشرية بشكل جيد بما يكفي للنجاح ككائن بشري، لكن لم تقترب أية آلة حتى الآن من تجاوز اختبار تورنغ، وبالتأكيد لم يحدث ذلك عند نشر الكتاب أيضاً، وتستمر المناقشة بأن مجرد السلوك كما لو أن الشيء يمتلك ذكاءً شبيهاً بالبشر غير كافٍ على الإطلاق ليُعتبر دليلاً حقيقياً على هذا الذكاء.
وقد فشل الجهدان الرئيسيان لأبحاث الذكاء الاصطناعي في مجال تعلم الآلة منذ نشر كتاب الأنا الذهنية (شبكات عصبونية وأنظمة خبيرة قابلة للتدريب) في تقريبها للذكاء الحقيقي، وبالتالي ما تزال طبيعة الذكاء الآلي المراوغة قائمة، وقد كتب هوفشتادتر حواراً يلتقط فكرة اختبار تورنغ ويدير سيناريوهاً محفزاً للفكر منها.
وينتهي هذا الجزء بفصلين من رواية لتيريل ميدينر، ويفسرهما هوفشتادتر بالتوافق مع اعتقاداته الإلحادية الخاصة، دون اعتراف بنية ميدينر المعاكسة في استخدامهما لدعم أفكار بديلة عن طبيعة الذهن والروح.

### الجزء الثالث
يتمحور موضوع الجزء الثالث حول تشكّل الذهن من عناصر غير قادرة بشكل مفرد على التفكير، فحمل العنوان «من الأجهزة للبرمجيات»، وخاطب تطور الذهن لحالته الآنية في أول نسختين مطبوعتين، وتبع ذلك إعادة طباعة مقال «مقدمة... فوغا نملة» من كتاب هوفشتادتر غودل، إيشر وباخ، الحائز على جائزة البلويتزر، والذي يشّبه فيه الذهن بكثيب نمل: يمتلك فيه كل فرد وظيفة بدائية فقط، وتجتمع الوظائف مع بعضها لتفوق مجموع أجزائها.

### الجزء الرابع
يستكشف الجزء الرابع قضيته الاسمية «الذهن كبرنامج»؛ فما هي الذات، ذهناً وجسداً؟ هل يمكن فصلهما؟ أيمكن ان ينفصل مركز الوعي عن الموقع الجسدي للفرد؟ وبهذه الحالة، أين يكون الفرد، حقاً؟ يسبب خيال دينيت انفصاله عن الدماغ، وتعالج إجابة ديفيد ستنافورد هذه القضايا، وفي هذا الجزء يُعتبر الذهن برنامجاً: كنماذج التفكير والأفعال، بشكل منفصل عن الجسد الذي يحتويه، وكأنه الآلة التي يعمل عليها.

### الجزء الخامس
يتضمن الجزء الخامس، الحامل لعنوان «الذوات الناشئة والإرادة الحرة»، مقالة جون سورل سيئة السمعة أذهان، وعقول وبرامج (والتي نُشرت في الأصل في دورية علوم السلوك والدماغ عام 1980)، والتي تشير إلى أن «العمليات الذهنية في الحقيقة محوسبة بناءً على عناصر محددة شكلياً»، ويعارض سورل فكرة قدرة البرامج الحاسوبية حتى على إنتاج ذهنٍ، ولكن يمكن تتبع فكرة أن العقلية تتضمن عمليات محوسبة خلال تاريخ الفلسفة الغربية حينما تم استكشافها في سياق محاولة إثبات المنطق البشري، فيما يتعلق بالأنظمة المنطقية الشكلية.
بالمقابل أبدى لودفيغ فيتغنشتاين معارضةً كبيرة ومشهورة لفكرة الأنظمة الشكلية، وهو فيلسوف قدّره دينيت، فبعد تقبله بدايةً فكرة اختزال كل شيء لذرات منطقية (Tractatus Logico-Philosophicus) رفض فيتغنشتاين لاحقاً فكرة تشكيل تلاعبات اللغة البشرية على هيئة أنظمة شكلية (تحقيقات فلسفية)، ولكن ما يزال العديد من الفلاسفة وباحثي الذكاء الاصطناعي مأسورين بمقاربة الأنظمة الشكلية، فعلى سبيل المثال، حاول دينيت مساعدة مشروع كوغ التابع لمعهد ماساتشوستس للتكنولوجيا لتطوير منهجيات برمجة حاسوبية شكلية كخطوة تجاه تحقيق ذكاء شبيه بالبشري، ويقدم جرجس ري في كتابه الفلسفة المعاصرة للذهن مثالاُ على استمرار محاولات التعبير عن الذكاء البشري في الآلات من خلال العمليات المحوسبة بعناصر محددة شكلياً، وقد انبثقت مقاربة بديلة من جهد أقليّة مثل جيرالد إدلمان وتلميذه أولاف سبورنز، والتي اقتُرح من خلالها إمكانية تحقيق ذكاء الآلة بالشكل الأكثر فعالية بصنع أنظمة روبوت ذاتية يمكنها التعلّم بنفس آلية تعلم الأطفال من خلال التفاعل مع البيئة المحيطة.

### الجزء السادس
ينتهي الكتاب بـ«العين الداخلية»، وهي مجموعة من الأجزاء القصيرة عن الطبيعة الذاتية للتجربة، فكيف يمكن للفرد أن يصف شعوره بكونه كينونة محددة، دون أن يكونها بنفسه؟ وعالج توماس ناغل، وريموند سموليان، ودوغلاس هوفشتادتر وروبيرت نوزيك معضلة ترجمة التجارب الفردية لمصطلحات يمكن للآخرين فهمها، ولكن هل بإمكان المرء معرفة شعور كونه شخصاً آخر؟ وفي هذا الشأن، ما الذي يمكن أن نعرفه حيال كوننا أنفسنا؟ تقترح تعليقات هوفشتادتر ودينيت أن معرفة الذات مرواغة، ناهيك عن تجارب أذهان الآخرين.

## المواضيع
1. "بورخيس وأنا"؛ خورخي لويس بورخيس
2. "عن الافتقار لرأس"؛ دي. إي. هاردنغ
3. "إعادة اكتشاف الذهن"؛ هارولد مروويتز
4. "الذكاء والآلية الحاسوبيين"؛ آلان تورنغ
5. "اختبار تورنغ: محادثة في المقهى"؛ دوغلاس هوفشتادتر
6. "الأميرة إنيفابيل"؛ ستانيسواف لِم
7. "روح مارثا، وحش"؛ تيريل ميدينر
8. "روح مارك الثالث الوحش"؛ تيريل ميدينر
9. "روح"؛ آلين ويليس
10. "جينات وميمات أنانية"؛ ريتشارد دوكنز
11. "مقدمة... فوغا نملة"؛ دوغلاس هوفشتادتر
12. "قصة دماغ"؛ آرنولد زوبوف
13. "أين أنا؟"؛ دانيال دينيت
14. "أين كنتُ؟"؛ ديفيد ستانفورد
15. "ما وراء الرفض"؛ جاستن ليبر
16. "برمجيات"؛ رودي راكر
17. "أحجية الكون وحلها"؛ كريستوفر تشيرنياك
18. "كيف لم يؤدي كمال ترورل الخاص لمآل جيد"، أو "سالي السابعة"؛ قصة قصيرة من السايبرياد لستانيسواف لِم
19. "لن أخدم"؛ ستانيسواف لِم
20. "هل الإله طاويّ؟"؛ ريموند سموليان
21. "الآثار الدائرية"؛  خورخي لويس بورخيس
22. "أذهان وعقول وبرامج"؛ جون سورل
23. "الثنائي المشؤوم"؛ ريموند سموليان
24. "ما هو شعور المرء بكونه خفاشاً؟"؛ توماس ناغل
25. "كابوس معرفي"؛ ريموند سموليان
26. "محادثة مع دماغ أينشتاين"؛ دوغلاس هوفشتادتر
27. "خيال"؛ روبيرت نوزيك